# Gnosjö
Gnosjö er et byområde i Gnosjö kommun i Jönköpings län i Sverige. I 2010 var indbyggertallet 4.326.